# Фолькман, Рихард
Рихард Фолькман (нем. Richard von Volkmann; 17 августа 1830, Лейпциг — 28 ноября 1889, Йена) — немецкий хирург, ординарный профессор.

## Биография
Рихард Фолькман родился в семье Альфреда-Вильгельма Фолькмана (1800—1877) — немецкого физиолога, ректора Императорского Дерптского университета. Учился в Галле, Гиссене, в 1854 году окончил медицинский факультет Берлинского университета. 
В 1857 году приват-доцент, с 1863 года экстраординарный профессор, а с 1867 по 1885 годы ординарный профессор хирургии и директор университетской хирургической клиники в Галле.
Р. Фолькман был приверженцем и пропагандистом антисептики. Он внёс заметный вклад в разработку методов лечения раненых в военно-полевых условиях. Проволочные Т-образные шины Фолькмана послужили прототипом для многих видов современных шин (см. Шинирование). Он разработал и усовершенствовал способы лечения переломов вытяжением, описал ряд новых нозологических форм, некоторые из которых носят его имя, например ишемическая контрактура Фолькмана (см. Контрактура). 
Рихард Фолькман опубликовал ряд работ, посвященных вопросам клинической хирургии, в том числе костному туберкулезу и другим заболеваниям костей, разработаны новые методы хирургических операций (артротомия по Фолькману, клиновидная остеотомия и др.), изобретён ряд инструментов (например, крючок Фолькмана, острая ложечка Фолькмана и др.).

## Труды
- Neue Beiträge zur Pathologie und Therapie der Krankheiten der Bewegungsorgane, В., 1868;
- Ein Fall von hereditärer congenitaler Luxation beider Sprunggelenke, Dtsch. Z. Chir., Bd 2, S. 538, 1873;
- Beiträge zur Chirurgie, Lpz., 1875;
- Über den antiseptischen Occlusivverband und seinen Einfluss auf den Heilungsprocess der Wunden, Samml. klin. Vortr., № 96 (Chir., № 30, S. 759), Lpz., 1875.

## Литературная деятельность
Рихард Фолькман друзьями которого были художники Вильгельм фон Кюгельген и Людвиг Рихтер, музыканты Роберт Франц, Клара и Роберт Шуманы писал стихи, песни, рассказы и сказки, опубликованные под псевдонимом Ричард Леандер (нем. Richard Leander). Большинство из них в настоящее время неизвестны, но в своё время они были очень популярны, в частности,  сборник сказок Мечты о французских каминах были издан 300 раз. Ниже представлены его наиболее известные литературные произведения:
- 1871 Träumereien an französischen Kaminen (сказки)
- 1876 Aus der Burschenzeit (стихи)
- 1878 Gedichte
- 1885 Kleine Geschichten
- 1889 Alte und neue Troubadour-Lieder